# 伊奈駅
伊奈駅（いなえき）は、愛知県豊川市伊奈町南山新田にある、名古屋鉄道（名鉄）名古屋本線の駅である。駅番号はNH02。

## 概要
急行停車駅だが、特急や快速特急の一部も特別停車する（現行ダイヤで当駅に特別停車する快速特急は平日の1本のみで、国府駅にも特別停車する。この列車は特急ではないため新安城駅には特別停車しない）。特急以上が特別停車する時間帯はほとんどの急行が当駅または国府で折り返しとなっており、間隔が開くのを避けるために停車している。
駅の乗降客は多くはないものの、隣の豊橋駅へはJR飯田線と線路を共有している関係で毎時6本しか乗り入れできないという制約があり、普通列車、臨時列車、団体専用列車、試運転列車、回送列車（豊橋駅へ送り込む回送列車を除く）の全てが当駅で折り返している。そのため豊橋方面の列車は一部時間帯を除き毎時2本の急行のみである。
当駅で購入は不可能だが（豊橋駅、金山駅、名鉄名古屋駅で発売）「なごや特割2平日」・「なごや特別2土休日」利用可。

## 歴史
伊奈駅の開業年月日には諸説があり、はっきりしていない。
愛知電気鉄道（愛電）は岡崎から豊橋（吉田）への延伸計画を立てていたが、自社線による豊橋乗り入れに先立ち、ひとまず豊川鉄道の小坂井駅に接続して豊橋方面との連絡を図ることになった。愛電が1925年（大正14年）に鉄道省へ申請した『下地岡崎間線路設計変更並豊川鉄道連絡線敷設工事認可申請』には「…小坂井村大字伊奈ニ於テ弊社線ノ停車場ヲ設置シ是ヨリ分岐シ…」とあり、伊奈駅の設置も計画されていたが、岡崎 - 小坂井間が開通した1926年（大正15年）4月の時点ではまだ存在しなかった。その後、1927年（昭和2年）6月1日に吉田方面が開通したが、伊奈駅の開業は同時、またはその前後だったとされる。
『名古屋鉄道百年史』では1927年（昭和2年）6月1日の吉田方面開通時に伊奈信号所を設置し、同年9月1日に駅へ昇格したとしているが、昭和2年6月1日に発行された愛電の時刻表にはすでに伊奈駅が特急停車駅として掲載されていたほか、吉田方面開通を知らせた『官報』1927年6月11日号には「伊奈（旣設驛）」と記されており、吉田方面開通以前から存在した可能性がある。
なお、豊橋方面開通に伴い小坂井方面は小坂井線（後に小坂井支線へ改称）となり、豊川方面との連絡線と位置付けられたが、豊川市内線の全通に伴い廃止されている。

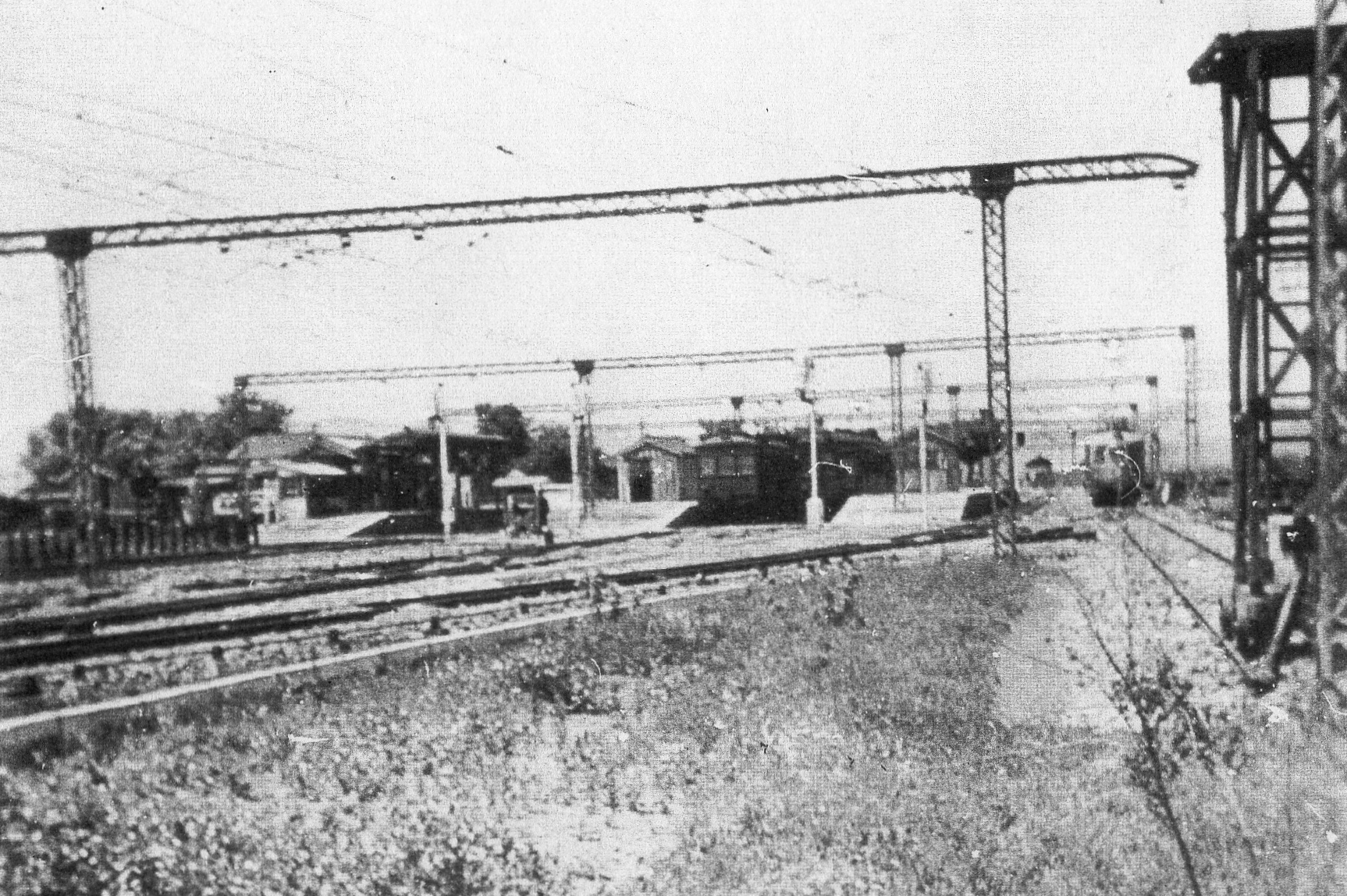
1940年当時の伊奈駅

### 年表
- 1925年（大正14年）11月18日 - 愛知電気鉄道が小坂井村大字伊奈 - 小坂井間の連絡線を工事認可申請。伊奈停車場を計画。
- 1926年（大正15年）4月1日 - 東岡崎 - 小坂井間開業。
- 1927年（昭和2年）6月1日 - 伊奈 - 吉田間開業。伊奈 - 小坂井間は支線となる。この前後に伊奈駅開業。
- 1935年（昭和10年）8月1日：愛知電気鉄道が名岐鉄道と合併したことにより、名古屋鉄道（名鉄）の駅となる。
- 1954年（昭和29年）12月25日 - 小坂井支線廃止。
- 1965年（昭和40年）9月1日 - 日本ゼニスパイプ専用線（0.2 km）廃止[10]。本年度中に貨物営業廃止[11]。
- 1974年（昭和49年）9月17日 - 名鉄の白紙ダイヤ改正により、日中の発着列車をそれまでの準急（小田渕停車）毎時1本のみから急行毎時2本と普通同2本（当時は豊橋発着と当駅折り返し各1本）へと増発。
- 1982年（昭和57年）3月21日 - 本線特急の増発に伴い、日中の普通列車がすべて当駅折り返しとなる。
- 1996年（平成8年）
  - 3月10日 - 橋上駅化[12]。
  - 7月 - 留置線増強[12]。
- 2005年（平成17年）3月15日 - トランパス導入。
- 2011年（平成23年）2月11日 - ICカード乗車券「manaca」供用開始。
- 2012年（平成24年）2月29日 - トランパス供用終了。

### 配線の変遷
| ← 吉田方面 | 小坂井支線配線略図（1943年） | → 神宮前方面 |
|            | ↓ 豊川方面                   |              |
| 凡例 出典: |                              |              |

| ← 豊橋駅 小坂井駅 (1954年廃止) | 伊奈駅構内配線略図 (1957年) | → 東岡崎・ 新名古屋方面 |
| 凡例 出典:                     |                             |                         |

| ← 豊橋駅   | 伊奈駅構内配線略図 (1993年) | → 東岡崎・ 新名古屋方面 |
| 凡例 出典: |                             |                         |

## 駅構造
単式・島式の複合型2面3線のホームを持つ橋上駅である。2番ホームが単式、3・4番ホームが島式である。自動改札機はトランパス導入時に2機設置された。ICカードmanacaの使用は可能である。利用客は少ないが終日駅員が配置されており運転扱いも行われている。
橋上駅舎化前は1 - 3番線だったのを2 - 4番線に振り替えたため、1番線は欠番となっている。これは従来存在しなかった下り副本線の用地を確保し、1番線として使用できるようにしたためであるが、現時点では線路が敷かれておらず駐車場になっている（豊橋方には、一部未整備の用地を見ることができる）。橋上駅化に伴う配線変更以前は（旧）4・5番ホームも存在したが、有効長が短く未舗装であり、晩年は留置専用で乗降に利用することはほとんどなかった。現在このエリアには留置線が5本あり、その内最も西側の1線は下り方へも発車可能となっている。
| 番線 | 路線          | 方向 | 行先                         | 備考                       |
| ---- | ------------- | ---- | ---------------------------- | -------------------------- |
| 2    | NH 名古屋本線 | 下り | 東岡崎・金山・名鉄名古屋方面 |                            |
| 3    | NH 名古屋本線 | 上り | 豊橋ゆき                     |                            |
| 4    | NH 名古屋本線 | 下り | 東岡崎・金山・名鉄名古屋方面 | 普通列車・当駅始発の急行等 |

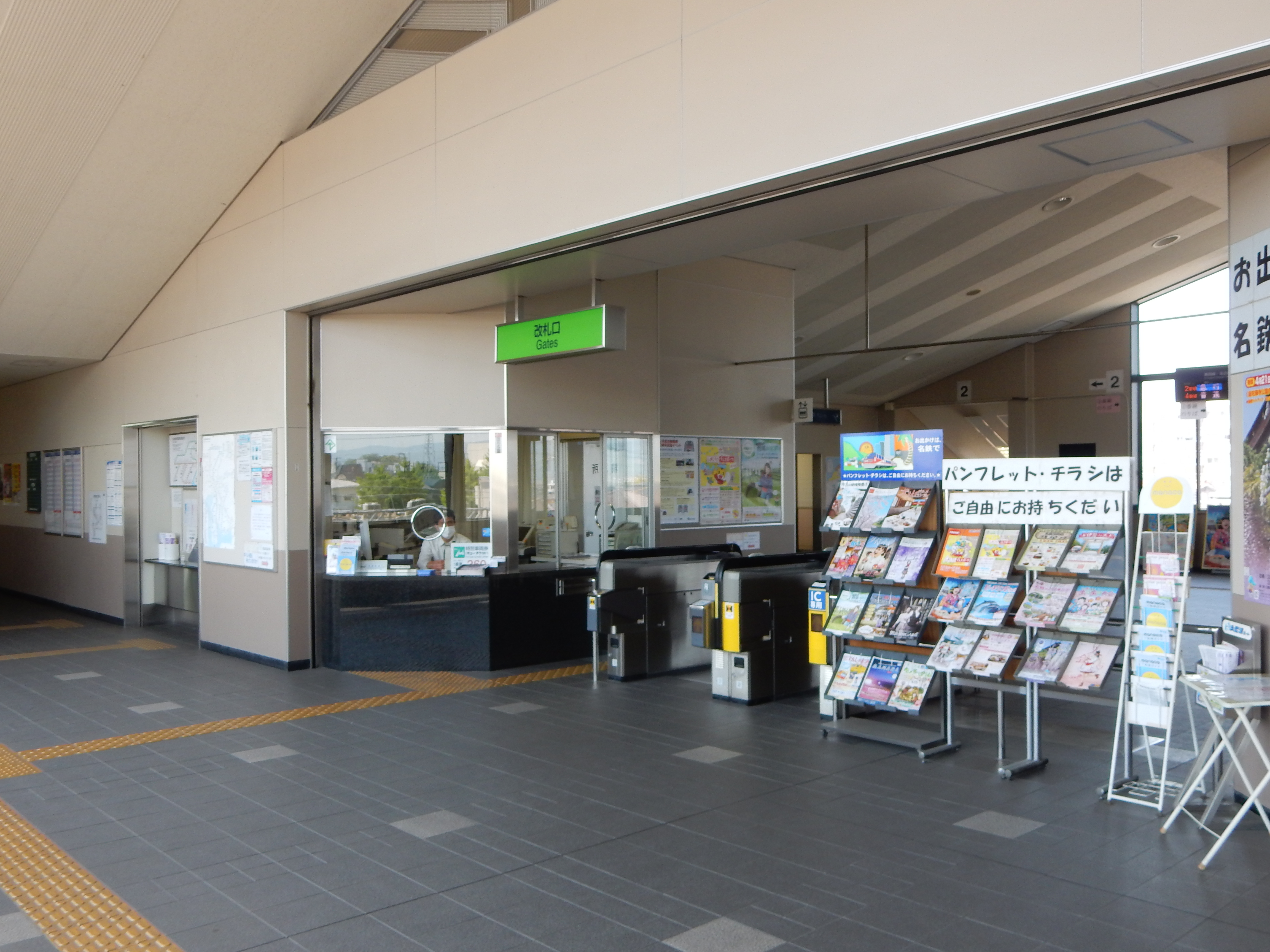
改札口
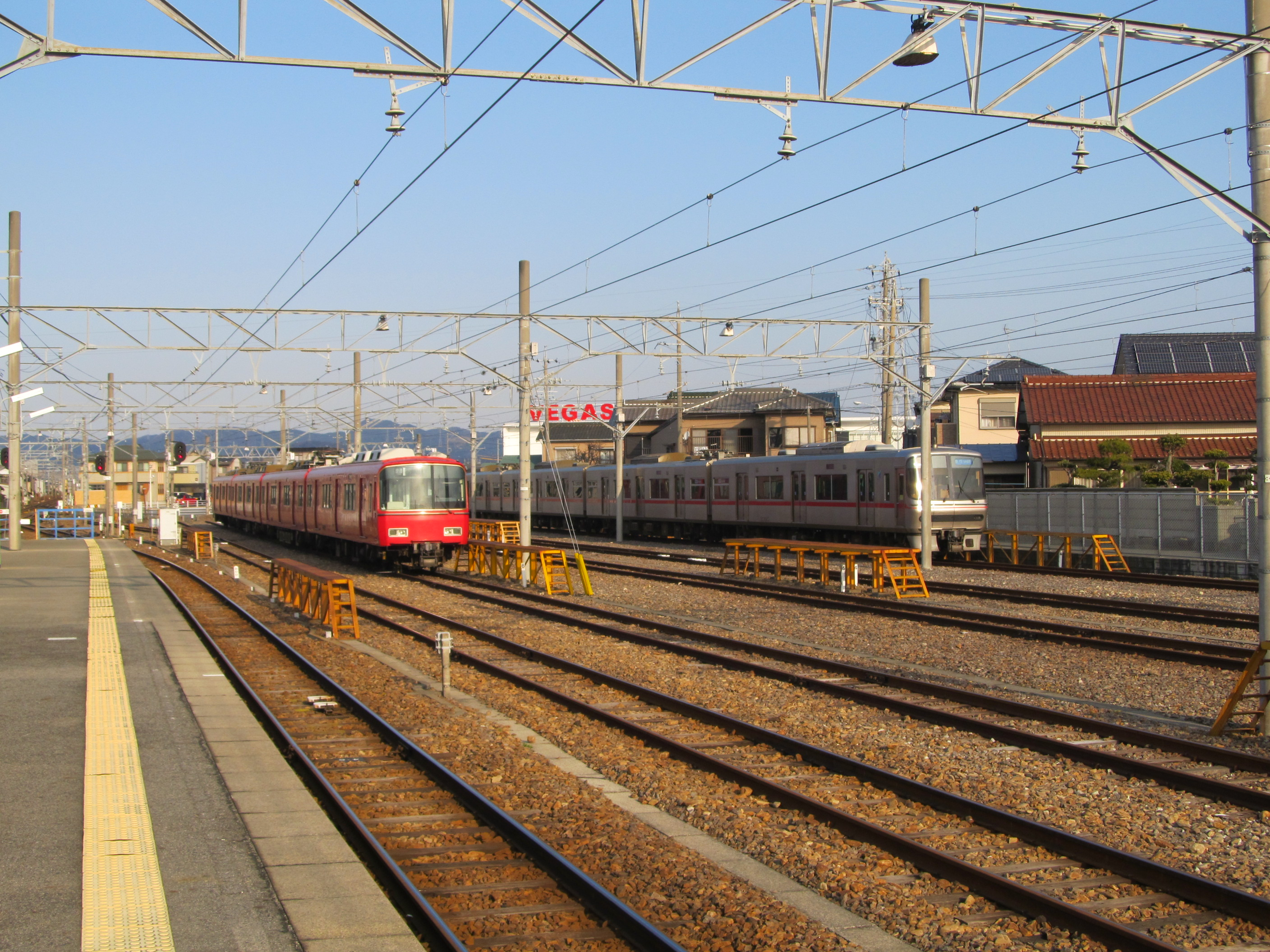
構内留置線
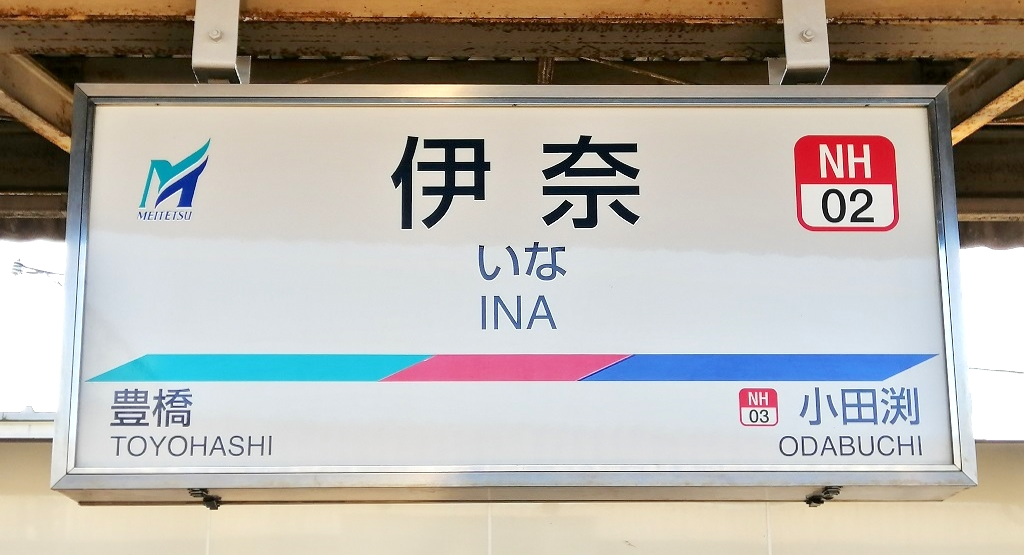
駅名標

### 配線図
| ← 豊橋駅              | 名古屋鉄道 伊奈駅 構内配線略図 | → 東岡崎・ 名古屋方面 |
| 凡例 出典: 2009年現在 |                                |                       |

## 利用状況
- 『名鉄120年：近20年のあゆみ』によると2013年度当時の1日平均乗降人員は2,998人であり、この値は名鉄全駅（275駅）中142位、 名古屋本線（60駅）中38位であった[18]。
- 『名古屋鉄道百年史』によると1992年度当時の1日平均乗降人員は3,472人であり、この値は岐阜市内線均一運賃区間内各駅（岐阜市内線・田神線・美濃町線徹明町駅 - 琴塚駅間）を除く名鉄全駅（342駅）中126位、 名古屋本線（61駅）中35位であった[19]。

『愛知県統計書』、『愛知県統計年鑑』、『豊川市の統計』各号によると、一日平均乗車人員の推移は以下の通りである。
| 年                 | 乗車人員 | 乗車人員 | 備考                            |
| 年                 | 総数     | 定期     | 備考                            |
| ------------------ | -------- | -------- | ------------------------------- |
| 1933（昭和08）年度 | 72       |          | [ 20 ]                          |
| 1934（昭和09）年度 | 75       |          | [ 21 ]                          |
| 1935（昭和10）年度 | 71       |          | [ 22 ]                          |
| 1936（昭和11）年度 | 81       |          | [ 23 ]                          |
| 1937（昭和12）年度 | 96       |          | [ 24 ]                          |
| 1938（昭和13）年度 | 89       |          | [ 25 ]                          |
| 1939（昭和14）年度 | 143      |          | [ 26 ]                          |
| 1940（昭和15）年度 | 213      |          | [ 27 ]                          |
| 1941（昭和16）年度 |          |          |                                 |
| 1942（昭和17）年度 |          |          |                                 |
| 1943（昭和18）年度 |          |          |                                 |
| 1944（昭和19）年度 |          |          |                                 |
| 1945（昭和20）年度 |          |          |                                 |
| 1946（昭和21）年度 |          |          |                                 |
| 1947（昭和22）年   | *1581    |          | 期間は1947年1月 - 12月末        |
| 1948（昭和23）年   | *1183    |          | 期間は1948年1月 - 12月末        |
| 1949（昭和24）年度 | *953     |          | 期間は1949年5月 - 1950年4月末   |
| 1950（昭和25）年度 | *786     |          | 期間は1949年11月 - 1950年10月末 |
| 1951（昭和26）年度 | *1063    |          | [ 32 ]                          |
| 1952（昭和27）年度 | 911      |          | [ 33 ]                          |
| 1953（昭和28）年度 | 1041     |          | [ 34 ]                          |
| 1954（昭和29）年度 | 1153     |          | [ 35 ]                          |
| 1955（昭和30）年度 | 1034     |          | [ 36 ]                          |
| 1956（昭和31）年度 | 1041     |          | [ 37 ]                          |
| 1957（昭和32）年度 | 1219     |          | [ 38 ]                          |
| 1958（昭和33）年度 |          |          |                                 |
| 1959（昭和34）年度 |          |          |                                 |
| 1960（昭和35）年度 |          |          |                                 |
| 1961（昭和36）年度 |          |          |                                 |
| 1962（昭和37）年度 |          |          |                                 |
| 1963（昭和38）年度 |          |          |                                 |
| 1964（昭和39）年度 |          |          |                                 |
| 1965（昭和40）年度 |          |          |                                 |
| 1966（昭和41）年度 |          |          |                                 |
| 1967（昭和42）年度 |          |          |                                 |
| 1968（昭和43）年度 |          |          |                                 |
| 1969（昭和44）年度 |          |          |                                 |
| 1970（昭和45）年度 |          |          |                                 |
| 1971（昭和46）年度 |          |          |                                 |
| 1972（昭和47）年度 |          |          |                                 |
| 1973（昭和48）年度 |          |          |                                 |
| 1974（昭和49）年度 |          |          |                                 |
| 1975（昭和50）年度 |          |          |                                 |
| 1976（昭和51）年度 |          |          |                                 |
| 1977（昭和52）年度 |          |          |                                 |
| 1978（昭和53）年度 | 1732     | 982      | [ 39 ]                          |
| 1979（昭和54）年度 | 1804     | 1023     | [ 40 ]                          |
| 1980（昭和55）年度 | 1920     | 1091     | [ 41 ]                          |
| 1981（昭和56）年度 | 1944     | 1123     | [ 42 ]                          |
| 1982（昭和57）年度 | 1959     | 1129     | [ 43 ]                          |
| 1983（昭和58）年度 | 1862     | 1108     | [ 44 ]                          |
| 1984（昭和59）年度 | 1850     | 1097     | [ 45 ]                          |
| 1985（昭和60）年度 | 1866     | 1115     | [ 46 ]                          |
| 1986（昭和61）年度 | 1891     | 1155     | [ 47 ]                          |
| 1987（昭和62）年度 | 1915     | 1201     | [ 48 ]                          |
| 1988（昭和63）年度 | 1920     | 1220     | [ 49 ]                          |
| 1989（平成元）年度 | 1887     | 1203     | [ 50 ]                          |
| 1990（平成02）年度 | 1820     | 1185     | [ 51 ]                          |
| 1991（平成03）年度 | 1800     | 1180     | [ 52 ]                          |
| 1992（平成04）年度 | 1738     | 1139     | [ 53 ]                          |
| 1993（平成05）年度 | 1762     | 1160     | [ 54 ]                          |
| 1994（平成06）年度 | 1806     | 1221     | [ 55 ]                          |
| 1995（平成07）年度 | 1732     | 1203     | [ 56 ]                          |
| 1996（平成08）年度 | 1689     | 1120     | [ 57 ]                          |
| 1997（平成09）年度 | 1623     | 1072     | [ 58 ]                          |
| 1998（平成10）年度 | 1553     | 1044     | [ 59 ]                          |
| 1999（平成11）年度 | 1504     | 1012     | [ 60 ]                          |
| 2000（平成12）年度 | 1518     | 1035     | [ 61 ]                          |
| 2001（平成13）年度 | 1504     | 1026     | [ 62 ]                          |
| 2002（平成14）年度 | 1474     | 1007     | [ 63 ]                          |
| 2003（平成15）年度 | 1469     | 997      | [ 64 ]                          |
| 2004（平成16）年度 | 1454     | 1005     | [ 65 ]                          |
| 2005（平成17）年度 | 1490     | 1032     | [ 66 ]                          |
| 2006（平成18）年度 | 1451     | 1004     | [ 67 ]                          |
| 2007（平成19）年度 | 1471     | 1034     | [ 68 ]                          |
| 2008（平成20）年度 | 1480     | 1039     | [ 69 ]                          |
| 2009（平成21）年度 | 1444     | 1044     | [ 70 ]                          |
| 2010（平成22）年度 | 1460     | 1073     | [ 71 ]                          |
| 2011（平成23）年度 |          |          |                                 |
| 2012（平成24）年度 |          |          |                                 |
| 2013（平成25）年度 | 1499     |          | [ 72 ]                          |
| 2014（平成26）年度 | 1466     |          | [ 72 ]                          |
| 2015（平成27）年度 | 1514     |          | [ 72 ]                          |
| 2016（平成28）年度 | 1560     |          | [ 72 ]                          |
| 2017（平成29）年度 | 1599     |          | [ 72 ]                          |

* 千人単位からの概算値
東岡崎・名古屋方面への折り返し列車が普通列車を中心に終日設定されており、朝は急行を中心に始発列車も多いが利用客は少ない。

## ダイヤ
日中は豊橋駅発着の急行と当駅で名古屋方面へ折り返す普通が1時間あたり各2本、30分間隔で交互に停車する。快速特急・特急は日中1時間あたり上下各2本、当駅を通過している。
始発列車に名古屋方面の当駅5:29発の特急（2200系+3100系または3150系または9100系の8両）が設定されているほか、朝のラッシュ時には、伊奈駅発の急行等も数本あり、豊橋発の列車本数が限られているのを補完する形になっている。また夜（当駅に特急が停車する時間帯）は、豊橋着の列車が殆ど特急となるため、伊奈止まりの急行等も同様に数本存在する。豊橋駅へは始発営業列車より前の午前5時台に回送列車が1本送り込まれる（豊橋駅到着後、折り返しの始発急行になる）。同様に、豊橋駅への最終列車（快速特急のため伊奈駅は通過する）もJR管轄の同駅では夜間滞泊ができないため到着後に当駅まで回送されてきて翌朝まで停泊する。
さらに2006年4月29日改正で、初めて当駅止まりの特急も新設された。これは、それまで国府止まりであり、終着後に伊奈まで回送されていた列車を、伊奈まで客扱いしたものである（これにより名古屋方面から当駅への終電が繰り下がった）。この特急は伊奈駅で夜間滞泊をした後、名古屋方面へ向かう。2008年12月の改正で平日のみもう1本増えており、平日の伊奈止まりは2本になっている。事故などで名古屋本線のダイヤが乱れた場合でも、JRへダイヤの乱れを広げないようにするため通常の豊橋行きの特急や急行を一時的に当駅止まりにすることがある（この場合、東海道本線または飯田線で振替となる）。逆にJRのダイヤが乱れた場合も通常の豊橋行きの列車が当駅止まりになることがある（豊橋駅はJRの管轄であり同駅へはJRが優先的に入線することになっているため。この場合の振替輸送はない）。
平日の朝1本のみ、快速特急が特別停車する。2023年3月の改正以前は2本停車していたが、1本は改正により特急に格下げされ新安城駅にも停車するようになった。
先述の始発列車の特急は豊橋駅の始発時刻より30分ほど早く出る形になっている。
2021年5月の改正で、平日の名古屋方面から当駅への終電が約16分繰り上がっている（2008年に追加された、最終の当駅止まりの特急が国府止まりとなる。土休日も最終の当駅止まりが国府止まりとなるが国府駅で普通列車に接続するため土休日は現在と変わらない）。豊橋駅から当駅への終電（急行鳴海行き）は約7分繰り下がっている。

## 駅周辺
駅の西側は工場が多い。

### 主な施設
- JR東海道本線 西小坂井駅
- JR飯田線小坂井駅
- 愛知県道384号小坂井御津線
- 国道23号（豊橋バイパス） 小坂井御津インターチェンジ
- こざかい葵風館
- 豊川市立小坂井中学校
- 豊川市立小坂井東小学校
- カゴメ小坂井工場
- 日本トレクス本社 - トレーラ・バンなどの製造・販売
- 雪印メグミルク豊橋工場
- 富士紡績（フジボウ）小坂井工場
- 第二青山病院
- 豊川信用金庫小坂井支店
- ひまわり農協小坂井支店
- やすらぎ会館小坂井 - 小坂井支線が小坂井駅へ向かってカーブしていた部分の跡地南側。線路跡はカーブなりに住宅が建っている。

### バス
西口に豊川市コミュニティバスゆうあいの里小坂井線の「伊奈駅前萬楽」バス停があり、JR西小坂井駅から当駅、市民病院、市役所、ぎょぎょランドを経由してゆうあいの里までを結んでいる。

## 隣の駅
名古屋鉄道
NH名古屋本線
□快速特急・■特急
通過
□快速特急（一部の列車が停車）・■特急（一部の列車が停車）・■急行
豊橋駅（NH01） - （平井信号場） - 伊奈駅（NH02） - 国府駅（NH04）
■準急
伊奈駅（NH02） - 国府駅（NH04）
■普通
伊奈駅（NH02） - 小田渕駅（NH03）

### かつて存在した路線
名古屋鉄道
小坂井支線
伊奈駅 - 小坂井駅